# たんぽぽ (門倉詇・堀越浄の曲)
『たんぽぽ』は、1976年に発表された日本の歌。主に合唱曲として歌われている。

## 概要
作詞は詩人の門倉詇（かどくら さとし、1934年 - 2009年）、作曲は堀越浄。
元々は、門倉と親交のあった作詞家の石原一輝の結婚式で披露するために作られた楽曲。のちに、うたごえ運動を通じて全国に広まり、労働闘争歌としても用いられた。
2000年と2002年に小学校の音楽教科書に掲載されたことから、小学校の音楽の授業でも取り上げられる合唱曲として親しまれている。

## 録音
- 中央合唱団、30周年記念レコーディング合唱団 - 1997年発売（2007年に再発）10枚組CD-BOX『音でつづる日本のうたごえ半世紀』Disc-6「君は生きているか」収録。
- 芹洋子 - 2001年発売のミニアルバム『富士山/たんぽぽ/12の誕生日に』などに収録。
- アンサンブル・ヴェルソー - 2009年発売『蟹工船WORK SONG BOOK〜日本の労働歌集』収録。
- 林部智史 - 2019年発売『琴線歌 其の二〜はやしべさとし 叙情歌を道づれに〜』収録。